# Associazione Sportiva Vis Nova 1942-1943
Questa voce raccoglie le informazioni riguardanti l'Associazione Sportiva Vis Nova nelle competizioni ufficiali della stagione 1942-1943.

## Rosa
| N. |                   | Ruolo | Calciatore       |
| -- | ----------------- | ----- | ---------------- |
|    | Italia (bandiera) | D     | G. Agrati        |
|    | Italia (bandiera) | A     | M. Allevi        |
|    | Italia (bandiera) | D     | Angelo Arnaboldi |
|    | Italia (bandiera) | A     | A. Ballabio      |
|    | Italia (bandiera) | P     | L. Ballabio      |
|    | Italia (bandiera) | D     | Gino Barbieri    |
|    | Italia (bandiera) | C     | Gino Barzaghi    |
|    | Italia (bandiera) | A     | B. Boffi         |
|    | Italia (bandiera) | A     | A. Bonacina      |
|    | Italia (bandiera) | D     | Oreste Bonacina  |
|    | Italia (bandiera) | A     | Angelo Borgonovo |
|    | Italia (bandiera) | A     | G. Bruschi       |
|    | Italia (bandiera) | A     | Luigi Buzzi      |
|    | Italia (bandiera) | C     | M. Caglio        |
|    | Italia (bandiera) | P     | O. Caslini       |
|    | Italia (bandiera) | D     | E. Cazzaniga     |
|    | Italia (bandiera) | A     | Eugenio Citterio |
|    | Italia (bandiera) | A     | G. Citterio      |
|    | Italia (bandiera) | P     | C. Colombo       |
|    | Italia (bandiera) | C     | G. Colombo       |
|    | Italia (bandiera) | C     | G. De Dionigi    |
|    | Italia (bandiera) | D     | R. Dell'Orto     |
|    | Italia (bandiera) | C     | V. Elli          |

| N. |                   | Ruolo | Calciatore         |
| -- | ----------------- | ----- | ------------------ |
|    | Italia (bandiera) | P     | Giuseppe Fantoni   |
|    | Italia (bandiera) | A     | Virginio Galbiati  |
|    | Italia (bandiera) | C     | Edoardo Galimberti |
|    | Italia (bandiera) | A     | M. Galli           |
|    | Italia (bandiera) | A     | Camillo Giussani   |
|    | Italia (bandiera) | D     | S. Guilgar         |
|    | Italia (bandiera) | P     | Adolfo Hoffman     |
|    | Italia (bandiera) | A     | G. B. Leveni       |
|    | Italia (bandiera) | A     | M. Maggioni        |
|    | Italia (bandiera) | A     | F. Mariani         |
|    | Italia (bandiera) | C     | O. Mauri           |
|    | Italia (bandiera) | A     | M. Mazzola         |
|    | Italia (bandiera) | C     | A. Merati          |
|    | Italia (bandiera) | D     | R. Molteni         |
|    | Italia (bandiera) | D     | U. Morbi           |
|    | Italia (bandiera) | A     | F. Pozzoli         |
|    | Italia (bandiera) | C     | G. Preda           |
|    | Italia (bandiera) | A     | Augusto Sironi     |
|    | Italia (bandiera) | A     | Mario Tagliabue    |
|    | Italia (bandiera) | A     | Ettore Valtorta    |
|    | Italia (bandiera) | A     | Giovanni Valtorta  |
|    | Italia (bandiera) | D     | Giovanni Viganò    |
|    | Italia (bandiera) | A     | A. Zerloni         |